# Foley Nunatak
Foley Nunatak är en nunatak i Antarktis. Den ligger i Östantarktis. Australien gör anspråk på området. Toppen på Foley Nunatak är 1 805 meter över havet.
Terrängen runt Foley Nunatak är huvudsakligen platt, men österut är den kuperad. Terrängen runt Foley Nunatak sluttar norrut.  Trakten är obefolkad. Det finns inga samhällen i närheten. 